# Bo Maerten
Bo Rose Maerten (Den Haag, 10 oktober 1992) is een Nederlands actrice en de dochter van de Belgische acteur Hugo Maerten. Ze is vooral bekend geworden door haar hoofdrol in de film Timboektoe naar het gelijknamige boek van Carry Slee. Van december 2008 tot mei 2010 was zij ook te zien de serie ONM. Ze speelde daarin de rol van Kim Klein.
Maerten zat op het Interconfessioneel Makeblijde College in Rijswijk en daarna op het Segbroek College in Den Haag waar ze in 2010 haar vwo-diploma behaalde. Daarna ging ze studeren aan de Toneelacademie Maastricht. Later heeft ze gestudeerd aan de Erasmus Universiteit in Rotterdam.
In 2013 speelde ze in de televisieseries Feuten en Van God los, en had ze een rol in de speelfilm Wolf. In 2014 en 2015 was zij te zien in Celblok H en had zij verschillende gastrollen, zoals in Meiden van de Herengracht en Heer & Meester. Daarnaast speelde ze Barbara Loonhuizen in de serie Tessa. Als afsluiter van het jaar vertolkte ze de rol van Belle in de bioscoopfilm Mannenharten 2. In 2016 speelde zij in de horrorfilm Arrêt Pipi. In 2017 kwam de film Ron Goossens, Low Budget Stuntman uit, waarin Maerten een overdreven versie van zichzelf speelt. Ze was ook te zien in de videoclip So Far Away van dj's Martin Garrix en David Guetta.
In 2018 was Maerten als Minke te zien in de televisieserie Nieuwe buren. In 2019 speelde Maerten de hoofdrol van Lisa in de bioscoopfilm F*ck de Liefde, en speelde ze Roos in Meisje van Plezier. In februari 2020 maakte Maerten haar entree in de RTL 4-soap Goede tijden, slechte tijden als het personage Amelie Hendrix.
Maerten is getrouwd en heeft een kind.